# James Bassham
James Alan Bassham (1922-2012) va ser un científic estatunidenc conegut pel seu treball sobre la fotosíntesi.
Va obtenir el grau de Bachelor of Science (BS) en química l'any 1945 per la Universitat de Califòrnia i el grau PhD el 1949. Va estudiar la reducció del carboni durant la fotosíntesi treballant amb Melvin Calvin en el grup de bioquímica del Laboratori de Radiació Lawrence Berkeley a la Universitat de Califòrnia.
A més d'això, Bassham va fer recerca en la via biosintètica del cicle de la termodinàmica i la cinètica de les vies del carboni en la xarxa metabòlica. És coautor, amb Melvin Calvin, de The Path of Carbon in Photosynthesis.